# Acerentomon bagnalli
Acerentomon bagnalli är en urinsektsart som beskrevs av Womersley 1927. Acerentomon bagnalli ingår i släktet Acerentomon och familjen lönntrevfotingar. Inga underarter finns listade i Catalogue of Life.